# كفر سنجلف الجديد
كفر سنجلف الجديد إحدى قرى لمركز الباجور التابع لمحافظة المنوفية في جمهورية مصر العربية.

## السكان
بلغ عدد سكان كفر سنجلف الجديد 2,982 نسمة، حسب الإحصاء الرسمي لعام 2006.